# Place aux Bleuets
La place aux Bleuets est une place de Lille.

## Situation et accès
Elle est située dans le vieux-Lille, formée par la rencontre de trois rues : la rue Saint-Jacques, la rue de Courtrai et la rue des Urbanistes.

## Origine du nom
Elle porte ce nom en raison de la proximité de l'hôtel militaire des Bleuets ainsi dénommé en raison de la teinte des vêtements portés par les enfants de l'orphelinat ayant précédé cet établissement.

## Historique
Cette place n'était au Moyen Âge que l'espace dégagé et enclos des barrières d'octroi devant la porte Saint-Jacques.
Le faubourg de Courtrai se développe le long du chemin du même nom avec ses guinguettes construites pour des raisons traditionnelles et défensives : en bois.
À ce moment-là, l'entraînement des compagnies d'archers et d'arbalétriers a encore lieu dans les lices du château de Courtrai. C'est grâce à leur aide que Jeanne Maillotte : héroïne lilloise, arrive à repousser une attaque de hurlus (protestants) en 1582.
Ce quartier va devenir intra muros lors du cinquième agrandissement de Lille (1617-1620). La place va garder sa forme d'origine en patte d'oie, et elle va se border de maisons en dur. La tradition de l'archerie va d'ailleurs perdurer sur le site, dans un jardin de l'arc, aménagé dans les maisons du rang des Arbalétriers qui datent de 1640 (de style renaissance flamande).
Après le rattachement de Lille au royaume de France à la suite du traité d'Aix-la-Chapelle, le style des maisons va changer, plus rigide, plus français. La place porte le nom de « place de l'Arc » (légende retrouvé sur les plans du XVIIe siècle). Elle est pavée en 1685 et prend sans doute à cette occasion sa désignation actuelle de « place aux Bleuets », car le tir au papegai se déroulera désormais sur l'esplanade nouvellement construite au lieu-dit de la perche à l'oiseau.
Elle prend le nom de « place des Droits de l'homme à la Révolution ».

### L'histoire des «Bleuets»
On apprend dès 1476, la fondation de la « Grange aux Bleuets » des suites des guerres ravageuses qui opèrent dans la région. L'uniforme bleu que porte alors les enfants sera la cause de l'appellation populaire de la place. Cet orphelinat va prendre de l'ampleur jusqu'au milieu du XVIIIe siècle où il sera fusionné en 1765 avec l'orphelinat des Bapaumes.

### Hôtel des Bleuets
L'hôtel des Bleuets, ou maison des Bleuets, est un ancien orphelinat. Il devient successivement :
- bureau de poinçon en 1740
- hôpital militaire en 1752
- collège municipal de 1781 à 1791[2], transféré rue des Arts en 1796
- magasin d'effets militaires en 1791
- caserne en 1792
- collège royal de 1845 à 1852[3],en attendant la construction du lycée de Lille, rue des Arts.

Puis, il deviendra un établissement à vocation uniquement militaire : l'actuel CIRFA de l'hôtel des Bleuets.

### La période contemporaine
- Vers 1920, on démantèle les remparts de la ville, prolongeant ainsi la rue des Urbanistes.
- Vers 1960, la construction du lycée Pasteur permet la création d'un parvis d'entrée sur la place qui double de taille (elle passe de 3 000 m2 à 6 000 m2).
- 1984, le projet de la percée de la Treille, combattu par l'association Renaissance du Lille Ancien, qui prévoyait l'élargissement de la rue des Urbanistes jusqu'à la cathédrale avorte devant la place aux Bleuets.
- 2009, un collectif de citadins planche sur un nouveau projet de réaménagement de la place.
- 2018 : création d'une association de défense de la place. La PAB.

## Bâtiments remarquables et lieux de mémoire

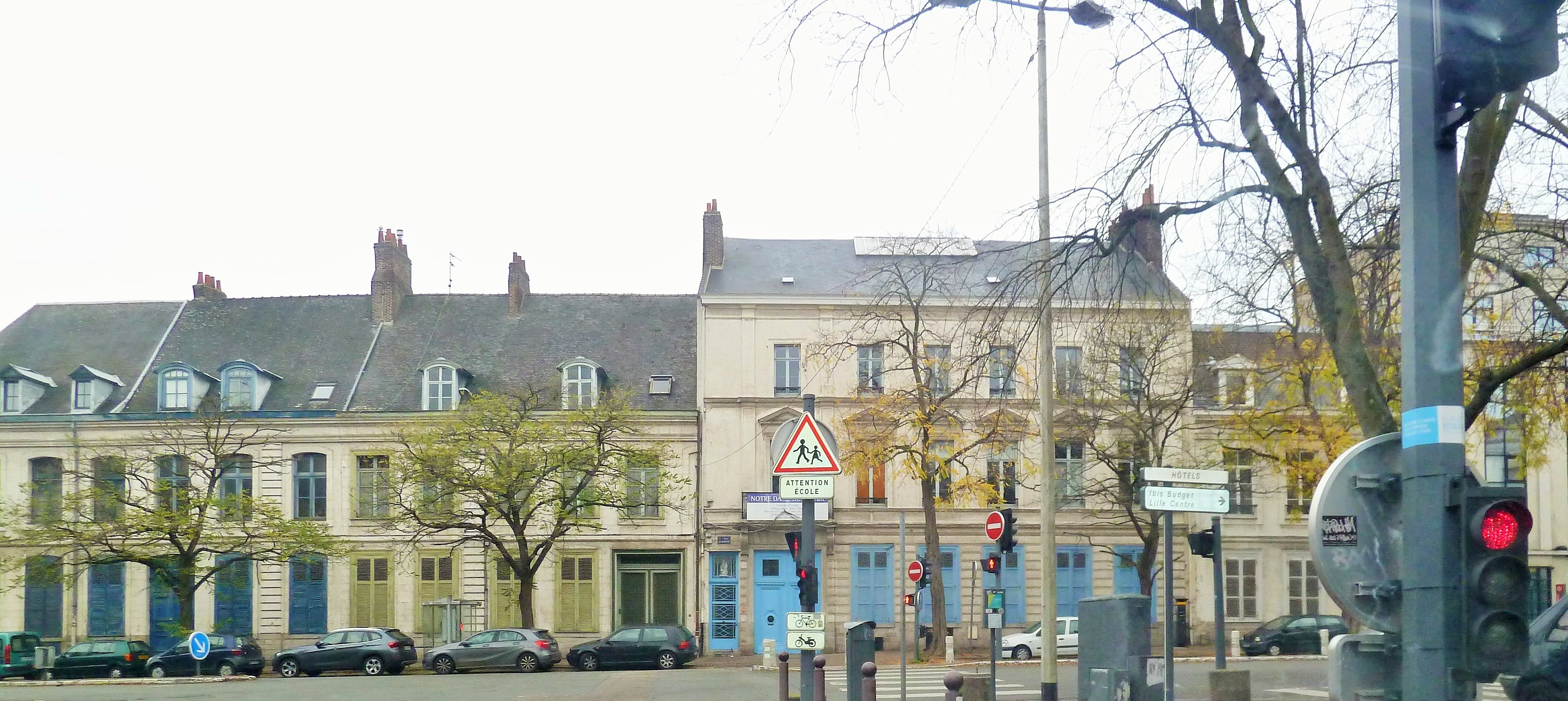
Lille 3,5,7 Place aux Bleuets
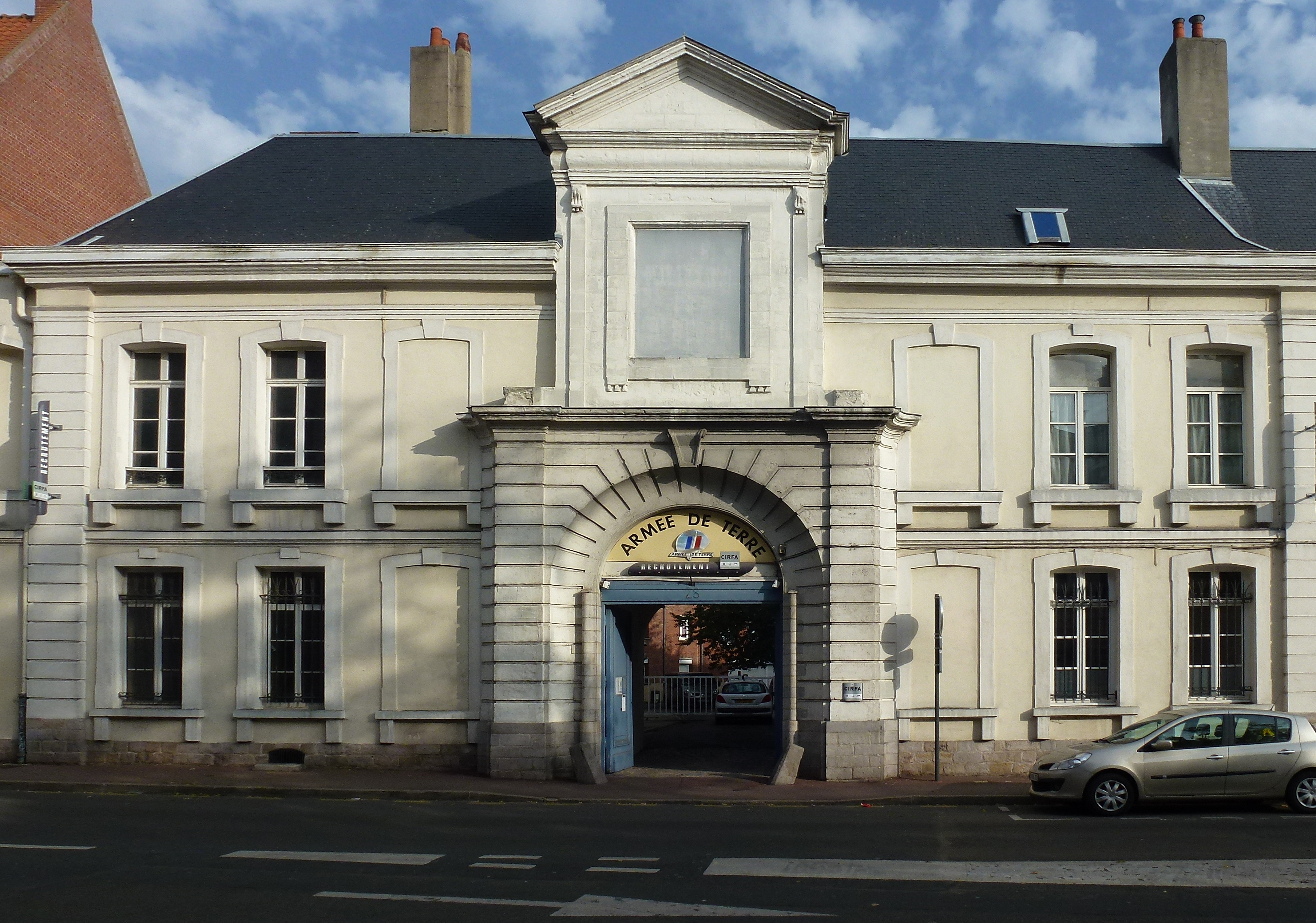
Hôtel militaire des Bleuets (CIRFA), inscrit à l'inventaire des Monuments historiques (PA00107604).
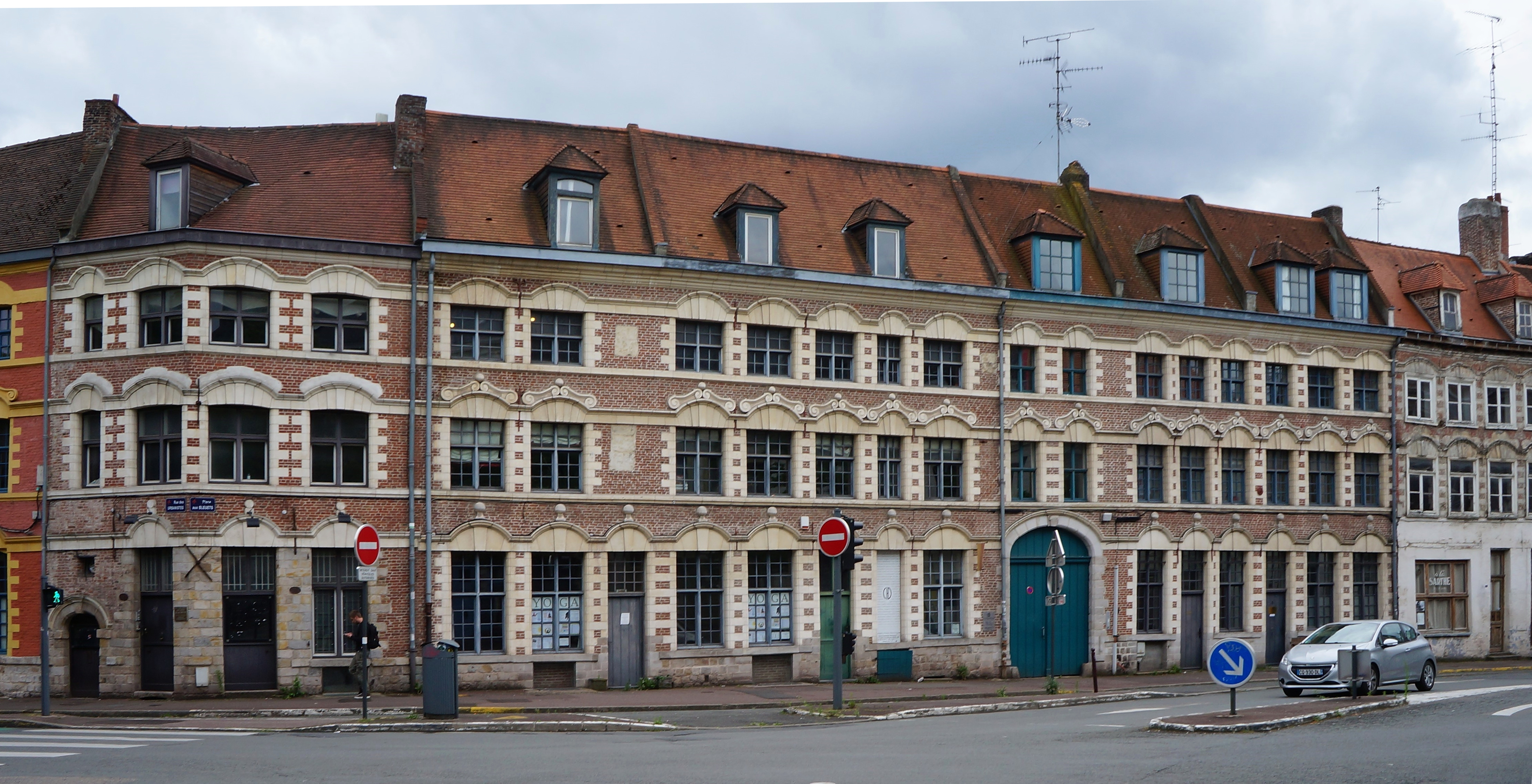
Maisons du Rang des Arbalétriers - 12 Place aux Bleuets, classé Monument Historique (PA00107717).